# Metalurgie
Metalurgia este o ramură a industriei care se ocupă cu procesele de obținere a metalelor din minereuri și alte substanțe ce conțin metale. Metalurgia cuprinde prelucrarea minereurilor, extragerea metalelor din minereuri, rafinarea metalelor, producerea aliajelor metalice, prelucrarea metalelor sub presiune, fabricarea pieselor metalice turnate, prelucrarea termică, termochimică, termomecanică, sudarea și lipirea metalelor și aliajelor, acoperirea suprafeței pieselor metalice cu straturi de alte metale prin difuzia unor substanțe (metalice sau nemetalice) în stratul superficial ale obiectelor de metal. Metalurgia a apărut încă în antichitate.

## Istoric
În jurul mileniilor IX î.Hr.-V î.Hr., omul a folosit pentru prima dată metalele. Acestea au fost aurul nativ, platina, cuprul, argintul și fierul din meteoriți. Omenirea a trecut de la epoca de piatră la epoca aramei, iar mai apoi, la cea a bronzului. În mileniul II î.Hr. omul se învață să scoată fierul din minereuri, ca peste câteva secole să-i imprime, prin aliere cu carbon, proprietăți prestabilite. În secolele 15-12 î.Hr., fierul devine principalul material folosit de oameni – începe epoca fierului. În secolul al XIV-lea apar primele furnale în care se obține fontă. După elaborarea procedeelor Bessemer, Thomas și a procedeului Martin în secolul al XIX-lea ia start producerea oțelului pe scară largă, una din metodele folosite fiind cea de topire a fontei împreună cu fierul moale. În secolul al XX-lea se construiesc cuptoare cu inducție pentru elaborarea oțelurilor și aliajelor speciale. În afară de fierul și aliejele lui, au început să fie folosite și alte metale precum cuprul, aluminiul, zincul, plumbul, numite neferoase. La elaborarea metalelor se aplică procedee pirometalurgice pentru obținere, caracterizate printr-o temperatură înaltă a proceselor tehnologice, cu ajutorul cărora se obțin soluții de săruri ale diferitor metale, iar din acestea se extrag metalele prin metode chimice sau electrochimice. La confecționarea pieselor din unele metale și aliaje, mai ales cele greu fuzibile și dure, se folosește metoda sinterizării în forme speciale a prafului de metal – sinterizare.

## Clasificare
Metalurgia se clasifică, în dependență de materia primă, în feroase și neferoase.
- Metalurgia feroaselor produce fontă, oțel, laminate, țevi din fontă și oțel, minereuri de fier și mangan, cocs, aliaje feroase ș.a.
- Metalurgia neferoaselor se ocupă cu extragerea și prelucrarea minereurilor, elaborarea și prelucrarea metalelor neferoase și a aliajelor lor, precum și cu extragerea diamantelor. În tehnologia contemporană, paralel cu cuprul, aluminiul și plumbul, se folosesc pe larg și alte metale neferoase: beriliu, vanadiu, litiu, wolfram, cobalt, molibden, niobiu, titan, tantal ș.a. Pe lângă metalele propriu-zise și aliajele lor, metalurgia neferoaselor produce și laminate, prafuri metalice, electrozi ș.a.

### Producția de metale
Aluminiu - producție de 40,4 milioane tone anual (2010),
preț: 1.980 dolari per tonă (2011)
Argint - producție de 21.400 tone anual (2009),
preț: 31,4 dolari uncia (2012).
Aur - producție de 2.450 de tone anual (2009),
preț: 1.618 dolari uncia (2012).
Cositor (Staniu) - producție de 340.000 de tone anual (2006) ,
preț: 21.750 dolari per tonă (2008).
Cupru - producție de 15,6 milioane tone anual (2007),
preț: 10.190 dolari per tonă (2011).
fier și oțel - producție de 1,4 miliarde tone anual (2010),
preț: 325 euro per tonă
Litiu - producție de 34.000 de tone anual, rezerve exploatabile de 13 milioane tone (2011).
Nichel - producție de 1,5 milioane tone anual (2011),
preț: 22.908 dolari per tonă (2010)
Paladiu - producție de 222 tone anual (2006),
preț: 850 dolari uncia (2011)
Platină - producție de 118 tone anual,
preț: 1.597 dolari uncia (2012).
Plumb - producție de 8 milioane tone anual ,
preț: 1.000 dolari per tonă (2011)
Uraniu - producție de 50.000 de tone anual (2009), preț: 45 dolari / livră (1 livră = 453 g)
Zinc - producție de 12 milioane tone anual (2010),
preț: 1.100 dolari per tonă (2009)